# Охайо (окръг, Западна Вирджиния)
Вижте пояснителната страница за други значения на Охайо.
Окръг Охайо (на английски: Ohio County) е окръг в щата Западна Вирджиния, Съединени американски щати. Площта му е 282 km², а населението – 44 075 души (2012). Административен център е град Уийлинг.